# 吉水西站
吉水西站位于江西省吉安市吉水县金滩镇古塘村，是昌赣客运专线的一个车站，现由中国铁路南昌局集团有限公司赣州车务段管辖。2019年12月26日随京港高速线昌赣段投入运营。

## 车站布局
本站以“庐陵望郡，文章华国”为设计主题，外立面采用赣派建筑中的马头墙，两侧配以横向错缝条石窗，整体以黛、青、灰、白为主色调，从而体现庐陵文化。本站站房建筑面积4999平方米，设有2座站台及4条到发线。
| 站房 | 候车室   | 进站口、售票厅、候车厅、检票口        |
| 站场 | 侧式站台 | 侧式站台                              |
| 站场 | 1站台    | 昌赣客运专线 往赣州西方向（吉安西站） |
| 站场 | 正线     | 昌赣客运专线下行列车通过线            |
| 站场 | 正线     | 昌赣客运专线上行列车通过线            |
| 站场 | 2站台    | 昌赣客运专线 往南昌方向（峡江站）     |
| 站场 | 侧式站台 |                                       |
| 地道 |          | 进出站地道                            |